# LIV Festival Internacional de la Canción de Viña del Mar
El LIV Festival Internacional de la Canción de Viña del Mar, o simplemente Viña 2013, fue realizado en el Anfiteatro de la Quinta Vergara, en la ciudad  de Viña del Mar, región de Valparaíso, Chile del 24 de febrero al 1 de marzo de 2013.
La transmisión y producción del evento fue realizada por Chilevisión; además se transmitió adicionalmente a nivel local por su señal digital y por CHV HD. A&E, TV Azteca, Ecuador TV y Paravisión de Paraguay lo transmitieron internacionalmente.[cita requerida]

## Escenario
Los preparativos para el evento incluyen aspectos como la transmisión televisiva y la escenografía. Así, la producció definió las características que tendrá el escenario a cargo de Madis, con una apuesta que apela a la nostalgia y se centrará en el público. “La cercanía con la gente es algo fundamental, y haremos que suceda a través de cámaras en la galería, integración de redes sociales y contar la historia del certamen, esos son algunos de los desafíos que nos hemos planteado”, resume Alex Hernández, director general del Festival de Viña 2013. Para contar la historia se hará una proyección led de la antigua concha acústica. “La reconstrucción digital de la concha acústica es algo protagónico, es una gran forma que recorre alrededor de 150 metros, con maniobra, es decir movimiento e interacción. Se quiere apelar a algo nostálgico”, agrega Marcelo Rojas, director de Madis, la empresa a cargo del diseño de la escenografía.
El escenario, además, contempla una pantalla de 200 metros cuadrados, la más grande que se ha instalado en un show en Chile, que ocupará todo el fondo, además de 150 metros de pantallas laterales . “Es de grandes dimensiones, con el fin de darle contenidos paralelos a la música además de las visuales de cada artista y las que el Festival genere para competencias y obertura”, explica Hernández. Otra de las novedades es la construcción de un lugar para el jurado sobre el escenario, al lado derecho visto desde el frente, en una de las pasarelas. “Ellos evaluarán desde arriba y estarán expuestos en el espectáculo, siendo parte del show”, agrega el director.
Junto con esto, para la versión 2013 del evento se eliminó la plataforma cercana a la galería que se instaló este año y desde donde los animadores Eva Gómez y Rafael Araneda interactuaban con el público. En su lugar se instalarán cámaras que registrarán lo que ocurra con los espectadores, que permitirán lograr imágenes de cualquier persona en primer plano.
Respecto de los elementos técnicos, entre los desafíos de este año se cuentan la sincronización de todo, desde los aspectos escenográficos hasta la iluminación, pasando por el sonido. El objetivo final es que la transmisión televisiva sea de mejor factura, y que el público asistente a la Quinta Vergara viva una experiencia de nivel internacional, indican desde la organización. “La idea es que la tecnología esté al servicio de las emociones”, dice Hernández. En tanto, Marcelo Rojas, explica: “Se está mezclando la tecnología con los elementos propiamente escenográficos, generando un diseño nuevo. Usaremos elementos digitales, vía video, para potenciar el escenario. La idea es que todo sea más teatral”.

## Artistas

### Musicales
El 17 de agosto de 2012 fueron confirmados los primeros artistas que vendrían a esta versión del festival, entre estos se tenía a Miguel Bosé, Daddy Yankee y Gloria Trevi, siendo esta última jurado de la competencia folclórica e internacional. Además se confirmó al mismo tiempo a Jorge González y a 31 minutos.
Los artistas que participaron en esta versión del festival son los siguientes:
- 31 Minutos
- Francisca Valenzuela
- Jorge González
- La Sonora de Tommy Rey
- Miguel Bosé
- Pablo Alborán
- Chino & Nacho
- Daddy Yankee
- Romeo Santos
- Albert Hammond
- Elton John
- Jonas Brothers
- Maná
- Gloria Trevi
- Wisin & Yandel
- Los Auténticos Decadentes

### Humoristas
Los humoristas que participaron en esta versión del festival fueron:
- Bastián Paz
- Nancho Parra
- Memo Bunke
- Hermógenes Conache
- Los Atletas de la Risa

## Programación[5]
| Día 1: domingo 24 (noche inaugural) - Maná - Hermógenes Conache (humor) - Chino & Nacho Día 2: lunes 25 (noche de reyes) - Romeo Santos - Los Atletas de la Risa (humor) - Daddy Yankee | Día 3: martes 26 (noche de fanáticos) - Miguel Bosé - Nancho Parra (humor) - Jonas Brothers Día 4: miércoles 27 (noche chilena) - 31 Minutos - Bastián Paz (humor) - Francisca Valenzuela - Jorge González | Día 5: jueves 28 (noche de leyendas) - Elton John - Memo Bunke (humor) - Albert Hammond - La Sonora de Tommy Rey Día 6: viernes 1 (noche de clausura) - Wisin & Yandel - Gloria Trevi - Pablo Alborán - Los Auténticos Decadentes |

## Desarrollo
|           | Obertura.                         |
|           | Competencia folclórica            |
|           | Competencia internacional.        |
| A / A     | Antorcha de plata / oro           |
| G / G / G | Gaviota de plata / oro / platino  |
| UTC -3    | Hora de Chile (horario de verano) |

### Día 1 (domingo 24)
| N.º | Nombre                            | Descripción                                  | Confirmación            | Actuación   | Sintonía | Premios                                 | Lista de temas / Rutina |
| --- | --------------------------------- | -------------------------------------------- | ----------------------- | ----------- | -------- | --------------------------------------- | --- |
| O   | Tito Beltrán y Patricia Cifuentes | Obertura del Festival                        | —                       | 21:57 22:10 | 00,0     | —                                       | Ver lista 1. La triatra de verdi |
| 1   | Maná                              | Banda mexicana de pop-rock                   | 29 de agosto de 2012    | 22:23 00:15 | 34,9     | A (23:00) A (23:52) G (00:00) G (00:02) | Ver lista 1. Oye mi amor 2. De pies a cabeza 3. Lluvia al corazón 4. Manda una señal 5. El verdadero amor perdona 6. Bendita tu luz 7. Mariposa traicionera 8. Déjame entrar 9. Clavado en un bar 10. Me vale 11. Versión unplugged (Te lloré todo un río, Huele a Tristeza, Eres mi religión y Se me olvidó otra vez) 12. Vivir sin aire 13. En el muelle de San Blas 14. Rayando el sol 15. Labios compartidos 16. Corazón espinado 17. Como te deseo |
| 2   | Hermógenes Conache                | Humorista                                    | 7 de septiembre de 2012 | 00:25 01:01 | 40,3     | A (00:52) A (00:55)                     | Ver listaTemas de los chistes - Chistes cortos - Chiste de pacos - Chiste de clínicas y los hospitales |
| 3   | Francisco León                    | Competencia internacional                    | —                       | 01:20 01:23 | 00,0     | 4,4P                                    | Ante el dolor |
| 4   | Azzu                              | Competencia internacional                    | —                       | 01:24 01:27 | 00,0     | 3,5P                                    | Ven, ven, bésame |
| 5   | Kelly King                        | Competencia internacional                    | —                       | 01:29 01:34 | 00,0     | 5,5P                                    | Keep the dream alive |
| 6   | Paula Herrera                     | Competencia folclórica                       | —                       | 01:49 01:53 | 00,0     | 6,4P                                    | Con el zapatito, con el zapatón |
| 7   | Herencia de Timbiquí              | Competencia folclórica                       | —                       | 01:55 01:59 | 00,0     | 5,6P                                    | Amanecé |
| 8   | Leo Amaya y María Jesús Rodríguez | Competencia folclórica                       | —                       | 02:01 02:04 | 00,0     | 3,4P                                    | Mi tierra, mi hogar |
| 9   | Chino & Nacho                     | Dúo venezolano de música tropical y reguetón | 7 de noviembre de 2012  | 02:16 03:10 | 18,4     | A (03:02) A (03:03)                     | Ver lista 1. Bebé bonita 2. Tu angelito 3. Dame un besito 4. Lo que no sabes tú 5. La vida es bella 6. Mi niña bonita 7. ¡Que viva Chile! 8. El poeta 9. Regalame un muack |

### Día 2 (lunes 25)
| N.º | Nombre                 | Descripción                         | Confirmación            | Actuación   | Sintonía | Premios                                 | Lista de temas / rutina |
| --- | ---------------------- | ----------------------------------- | ----------------------- | ----------- | -------- | --------------------------------------- | --- |
| 1   | Romeo Santos           | Cantante dominicano de bachata      | 7 de septiembre de 2012 | 22:21 00:27 | 00,0     | A (23:21) A (23:51) G (23:53) G (00:18) | Ver lista 1. You 2. La diabla 3. Malevo 4. Por un segundo 5. Que se mueran 6. Su veneno 7. Mi corazoncito 8. Los infieles 9. Debate de 4 10. Dile al amor 11. Mi santa 12. Llévame contigo 13. El perdedor 14. Noche de sexo 15. Medley: La película/ Enséñame a olvidar/ Todavía me amas 16. Obsesión 17. Medley: Rival/ Angelito/ El malo 18. Promise |
| 2   | Los Atletas de la Risa | Trío humorístico de cómico musical  | 30 de agosto de 2012    | 00:39 01:31 | 00,0     | A (01:25) A (01:26) G (01:28) G (01:31) | Ver listaTemas de los chistes - Sueños - Problemas de Señoras - Tecnológicas - Televisores - Paramédicos - Led y Pelicúlas 3D - Selección Sub-20 - Chiste de paseo ahumada - El Fin del Mundo - Templo Religioso |
| 3   | Hera Björk             | Competencia internacional           | —                       | 01:47 01:51 | 00,0     | 5,5P                                    | Because You Can |
| 4   | Marcelo Marocchino     | Competencia internacional           | —                       | 01:52 01:55 | 00,0     | 5,3P                                    | L'uomo delle stelle |
| 5   | Marlys Domínguez       | Competencia internacional           | —                       | 01:56 01:59 | 00,0     | 5,1P                                    | De ti y de ese abril |
| 6   | María Juana            | Competencia folclórica              | —                       | 02:09 02:13 | 00,0     | 5,5P                                    | Rompe monteras |
| 7   | Érica Germaná          | Competencia folclórica              | —                       | 02:14 02:17 | 00,0     | 5,3P                                    | Patria del Viento |
| 8   | Ángela Bendeck         | Competencia folclórica              | —                       | 02:18 02:22 | 00,0     | 3,8P                                    | Mi felicidad |
| 9   | Daddy Yankee           | Cantante puertorriqueño de reguetón | 17 de agosto de 2012    | 02:28 03:54 | 00,0     | A (03:29) A (03:30) G (03:32) G (03:33) | Ver lista 1. Lovumba 2. Pose 3. Lo que paso, pasó 4. Despedida 5. Descontrol 6. Rompe 7. Ven conmigo 8. Limbo 9. Perros salvajes 10. Llegamos a la disco 11. Somos de calle 12. Qué tengo que hacer 13. Pasarela 14. Llamado de emergencia 15. Street Dancer 16. Medley (Hasta abajo/No es culpa mía) 17. Gasolina 18. Ella me levantó                  |

### Día 3 (martes 26)
| N.º | Nombre                            | Descripción                         | Confirmación            | Actuación   | Sintonía | Premios                                 | Lista de temas / rutina |
| --- | --------------------------------- | ----------------------------------- | ----------------------- | ----------- | -------- | --------------------------------------- | --- |
| 1   | Miguel Bosé                       | Cantante español                    | 17 de agosto de 2012    | 22:26 00:07 | 00,0     | A (23:35) A (23:37) G (23:47) G (23:50) | Ver lista 1. Mirarte 2. Duende 3. Nena 4. Aire soy 5. Te diré (en acústico) 6. Morir de amor (en acústico) 7. Don Diablo (en acústico) 8. Creo en ti (en acústico) 9. Amiga 10. Linda 11. Puede que (junto a Pablo Alborán) 12. Sevilla 13. Bambú 14. Nada particular 15. Morena mía (junto a Francisca Valenzuela) 16. Como un lobo 17. Amante bandido 18. Te amaré                                                              |
| 2   | Nancho Parra                      | Humorista                           | 7 de octubre de 2012    | 00:16 00:55 | 00,0     | A (00:34) A (00:35) G (00:44) G (00:54) | Ver listaTemas de los chistes - Chistes Cortos - Cuento de la caperucita roja al revés (versión) |
| 3   | Paula Herrera                     | Competencia folclórica              | —                       | 01:00 01:04 | 00,0     | 6,6P                                    | Con el zapatito, con el zapatón |
| 4   | Herencia de Timbiquí              | Competencia folclórica              | —                       | 01:05 01:08 | 00,0     | 6,6P                                    | Amanecé |
| 5   | Leo Amaya y María Jesús Rodríguez | Competencia folclórica              | —                       | 01:09 01:12 | 00,0     | 4,7P                                    | Mi tierra, mi hogar |
| 6   | Francisco León                    | Competencia internacional           | —                       | 01:24 01:28 | 00,0     | 5,3P                                    | Ante el dolor |
| 7   | Azzu                              | Competencia internacional           | —                       | 01:29 01:32 | 00,0     | 3,5P                                    | Ven, ven, bésame |
| 8   | Kelly King                        | Competencia internacional           | —                       | 01:33 01:38 | 00,0     | 6,6P                                    | Keep the Dream Alive |
| 9   | Jonas Brothers                    | Boy band estadounidense de pop rock | 7 de septiembre de 2012 | 01:51 03:02 | 00,0     | A (02:49) A (02:50) G (02:51) G (02:52) | Ver lista 1. Paranoid 2. Still in Love with You 3. BB Good 4. Last Time Around 5. That's Just the Way we Roll 6. Play my Music 7. Give Love a Try 8. Gotta Find You 9. Let's Go 10. Just in Love 11. Who I Am 12. Fly with Me 13. Weeding Bells 14. Don't You Worry Child (Sweedish House Mafia Cover) 15. Hello Beautiful 16. We Are Young (F.U.N. Cover) 17. Lovebug 18. S.O.S. 19. When You Look Me In The Eyes 20. Burnin' Up |

### Día 4 (miércoles 27)
| N.º | Nombre               | Descripción                               | Confirmación            | Actuación   | Sintonía | Premios                                 | Lista de temas / rutina |
| --- | -------------------- | ----------------------------------------- | ----------------------- | ----------- | -------- | --------------------------------------- | --- |
| 1   | 31 Minutos           | Grupo musical chileno infantil            | 17 de agosto de 2012    | 22:25 23:59 | 00,0     | A (23:31) A (23:32) G (23:47) G (23:49) | Ver lista 1. Intro 2. Ratoncitos 3. Tangananica tanganana 4. Rin raja 5. Mi muñeca me habló 6. Doggy style 7. Mi castillo de blanca arena con vista al mar 8. Me cortaron mal el pelo 9. Mr. Guantecillo 10. Vecina, devuelvame el balón o si no,nose que haré 11. Objeción denegada 12. Diente blanco, no te vayas 13. Severlá 14. Nunca me he sacado un siete 15. Maguito explosivo 16. La señora interesante 17. Yo opino 18. Mi equilibrio espiritual 19. Calcetín con rombos man 20. Mala 21. Yo nunca vi televisión 22. Ríe 23. La regla primordial 24. Bailan sin cesar 25. El dinosaurio Anacleto 26. Boing, boing, boing |
| 2   | Bastián Paz          | Humorista                                 | 8 de noviembre de 2012  | 00:10 00:46 | 00,0     | A (00:40) A (00:41) G (00:45)           | Ver listaTemas de los chistes - Chistes cortos - Chiste de La Coja |
| 3   | Francisca Valenzuela | Cantante chilena de pop rock              | 7 de septiembre de 2012 | 00:48 01:42 | 00,0     | A (01:29) A (01:30) G (01:40) G (01:41) | Ver lista 1. Buen Soldado 2. Quiero verte más 3. Mujer modelo 4. Dulce 5. Afortunada 6. Esta soy yo 7. Peces 8. Muérdete la lengua |
| 7   | Érica Germaná        | Semifinal de la Competencia folclórica    | —                       | 01:49 01:52 | 00,0     | 6,0P                                    | Patria del Viento |
| 8   | Ángela Bendeck       | Semifinal de la Competencia folclórica    | —                       | 01:53 01:56 | 00,0     | 4,1P                                    | Mi felicidad |
| 6   | María Juana          | Semifinal de la Competencia folclórica    | —                       | 01:57 02:01 | 00,0     | 5,5P                                    | Rompe monteras |
| 4   | Marcelo Marocchino   | Semifinal de la Competencia internacional | —                       | 02:10 02:14 | 00,0     | 4,5P                                    | L'uomo delle stelle |
| 5   | Marlys Domínguez     | Semifinal de la Competencia internacional | —                       | 02:14 02:18 | 00,0     | 5,8P                                    | De ti y de ese abril |
| 3   | Hera Björk           | Semifinal de la Competencia internacional | —                       | 02:19 02:23 | 00,0     | 6,6P                                    | Because You Can |
| 4   | Jorge González       | Cantante chileno de rock                  | 17 de agosto de 2012    | 02:35 03:58 | 00,0     | A (03:33) A (03:34) G (03:54) G (04:00) | Ver lista 1. No necesitamos banderas 2. We are sudamerican rockers 3. Quieren dinero 4. Mi casa en el árbol 5. Paramar 6. Sexo 7. Nunca te haría daño 8. Tren al Sur 9. Fe 10. Corazones rojos 11. Es muy tarde 12. El baile de los que sobran 13. Amiga mía 14. Hijo amado 15. Muevan las industrias 16. ¿Porqué no se van? 17. Estrechez de corazón 18. Arauco tiene una pena (de Violeta Parra) |

### Día 5 (jueves 28)
| N.º | Nombre                 | Descripción                     | Confirmación             | Actuación   | Sintonía | Premios                                 | Lista de temas / rutina |
| --- | ---------------------- | ------------------------------- | ------------------------ | ----------- | -------- | --------------------------------------- | --- |
| 1   | Elton John             | Cantante de música pop y rock   | 26 de septiembre de 2012 | 22:21 23:44 | 00,0     | A (23:24) A (23:25) G (23:27) G (23:28) | Ver lista 1. The Bitch Is Back 2. Bennie and the Jets 3. Tiny Dancer 4. Goodbye Yellow Brick Road 5. Philadelphia Freedom 6. Rocket Man (I Think It's Going to Be a Long, Long Time) 7. I Guess That's Why They Call It the Blues 8. Daniel 9. Sad Songs (Say So Much) 10. Don't Let the Sun Go Down on Me 11. Candle in the Wind 12. I'm Still Standing 13. Crocodile Rock 14. Saturday Night's Alright for Fighting 15. Your Song |
| 2   | Memo Bunke             | Humorista                       | 7 de septiembre de 2012  | 23:57 00:57 | 00,0     | A (00:52) A (00:54) G (00:57)           | Ver listaTemas de los chistes - Chistes de Música |
| 3   | Albert Hammond         | Cantante de música romántica    | 5 de diciembre de 2012   | 00:58 01:47 | 00,0     | A (01:27) A (01:41) G (01:43)           | |
| 4   | Érica Germaná          | Final Competencia folclórica    | —                        | 02:04 02:08 | 00,0     | —                                       | Patria del Viento |
| 5   | Herencia de Timbiquí   | Final Competencia folclórica    | —                        | 02:09 02:13 | 00,0     | —                                       | Amanecé |
| 6   | Paula Herrera          | Final Competencia folclórica    | —                        | 02:14 02:18 | 00,0     | —                                       | Con el zapatito, con el zapatón |
| 7   | Kelly King             | Final Competencia internacional | —                        | 02:19 02:22 | 00,0     | —                                       | Keep the dream alive |
| 8   | Hera Björk             | Final Competencia internacional | —                        | 02:23 02:26 | 00,0     | —                                       | Because You Can |
| 9   | Marlys Domínguez       | Final Competencia internacional | —                        | 02:27 02:30 | 00,0     | —                                       | De ti y de ese abril |
| 10  | La Sonora de Tommy Rey | Banda de cumbia chilena         | 5 de diciembre de 2012   | 02:50 03:52 | 00,0     | A (03:30) A (03:39) G (03:42) G (03:44) | Ver lista 1. Antena parabólica 2. La agarradera 3. El galeón español 4. Pedacito de mi vida 5. Candombe para José 6. Un año más 7. Daniela 8. La pena del campesino 9. Negrito cumbá cumbá 10. La arañita 11. Medley cha,cha, cha 12. El chipi chipi 13. Me voy pa' Macondo 14. Abusadora 15. Pipiripao 16. Voy cantando 17. La felicidad 18. La puntada 19. El entierro de Tite 20. Los domingos 21. Daniela                       |

### Día 6 (viernes 1)
| N.º | Nombre                    | Descripción                                | Confirmación            | Actuación   | Sintonía | Premios                                 | Lista de temas / rutina |
| --- | ------------------------- | ------------------------------------------ | ----------------------- | ----------- | -------- | --------------------------------------- | --- |
| 1   | Paula Herrera             | Premiación de la Competencia folclórica    | —                       | 22:12 22:15 | —        | G (22:12)                               | Con el zapatito, con el zapatón |
| 2   | Hera Björk                | Premiación de la Competencia internacional | —                       | 22:16 22:20 | —        | G (22:15)                               | Because You Can |
| 3   | Wisin & Yandel            | Dúo de cantantes de reguetón               | 21 de enero de 2013     | 22:35 23:57 | 00,0     | A (23:46) A (23:47) G (23:52) G (23:53) | Ver lista 1. Mírala bien 2. Pam, pam 3. Rakata 4. Pegao 5. Me estás tentando 6. Zun zun rompiendo caderas 7. Mayor que yo 8. Noche de entierro 9. Hipnotízame 10. Sexy movimiento 11. Tu olor 12. Abusadora 13. Estoy enamorado 14. Te siento 15. Besos mojados 16. No me digas que no 17. Follow the Leader 18. Permítame 19. Tu nombre 20. Algo me gusta de ti 21. El teléfono |
| 4   | Gloria Trevi              | Cantante de pop y rock latino              | 17 de agosto de 2012    | 00:08 01:17 | 00,0     | A (00:46) A (00:47) G (01:10) G (01:11) | Ver lista 1. Agárrate 2. Pelo suelto 3. Con los ojos cerrados 4. La Papa sin Cátsup 5. Vestida de azúcar 6. Me río de ti 7. Me siento tan sola 8. Tu ángel de la guarda 9. El último beso 10. Todos me miran 11. Gloria |
| 5   | Pablo Alborán             | Cantante de música romántica               | 1 de octubre de 2012    | 01:30 02:14 | 00,0     | A (01:53) A (01:54) G (02:04) G (02:12) | Ver lista 1. Te echado de menos 2. El beso 3. Tanto 4. Volver a empezar 5. Quién 6. Solamente tú 7. Éxtasis 8. Perdóname |
| 6   | Los Auténticos Decadentes | Grupo de rock argentino                    | 19 de diciembre de 2012 | 02:30 03:12 | 00,0     | A (03:05) A (03:10) G (03:16) G (03:17) | Ver lista 1. La guitarra 2. Somos 3. Los piratas 4. Corazón 5. A mí no me importa el dinero 6. El gran señor 7. Veni Raquel - Entrega el marrón 8. El murguero 9. Loco (tu forma de ser) 10. Cómo me voy a olvidar 11. Un osito de peluche en Taiwán 12. Siga el baile |

## Competencias

### Jurado
- Pablo Alborán
- Francisca Valenzuela
- Rumpy
- Matías del Río
- Francisca Merino
- Mario Mutis (presidente del jurado)
- Inés Sainz
- Albert Hammond
- Gloria Trevi
- Magaly León (jurado del pueblo)

### Competencia folclórica
Tiene como objetivo principal el desarrollo y estímulo de la música popular de raíz folclórica de Chile y América Latina. A su vez, busca ser una plataforma de exhibición y reconocimiento para todo autor, compositor e intérprete emergente o conocido con un destacado trabajo en el ámbito musical. De esta forma, el Festival de Viña 2013 es un certamen que busca reconocer la música folclórica chilena e internacional y  su trascendencia en el mundo e impulsar el desarrollo artístico de ésta y fomentar el intercambio cultural entre los países participantes.

#### Participantes
Los participantes en la competencia folclórica fueron los siguientes:
| País      | Título                          | Intérprete                        | Autor           | Compositor      | Posición                    |
| --------- | ------------------------------- | --------------------------------- | --------------- | --------------- | --------------------------- |
| Chile     | Con el zapatito, con el zapatón | Paula Herrera                     | Paula Herrera   | Paula Herrera   | 1.er lugar                  |
| Colombia  | Amanecé                         | Herencia de Timbiquí              | Begner Vásquez  | Begner Vásquez  | Finalista, Mejor intérprete |
| Argentina | Patria del viento               | Érica Germaná                     | Jorge Mlikota   | Jorge Mlikota   | Finalista                   |
| Bolivia   | Rompe monteras                  | María Juana                       | Marco Veizaga   | Marco Veizaga   | No sigue                    |
| Honduras  | Mi felicidad                    | Ángela Bendeck                    | Ángela Bendeck  | Ángela Bendeck  | No sigue                    |
| Perú      | Mi tierra, mi hogar             | Leo Amaya y María Jesús Rodríguez | Jesús Rodríguez | Jesús Rodríguez | No sigue                    |

#### Primera ronda
| Canciones y puntajes  | Canciones y puntajes              | Canciones y puntajes | Canciones y puntajes            | Canciones y puntajes | Canciones y puntajes | Canciones y puntajes | Canciones y puntajes | Canciones y puntajes | Canciones y puntajes | Canciones y puntajes | Canciones y puntajes | Canciones y puntajes | Canciones y puntajes | Canciones y puntajes |
| Fecha                 | Participante                      | País                 | Canción Interpretada            | Promedio             |                      |                      |                      |                      |                      |                      |                      |                      |                      |                      |
| 24 de febrero de 2013 | Paula Herrera                     | Bandera de Chile     | Con el zapatito, con el zapatón | 6,4                  |                      |                      |                      |                      |                      |                      |                      |                      |                      |                      |
| 24 de febrero de 2013 | Herencia de Timbiquí              | Bandera de Colombia  | Amanecé                         | 5,6                  |                      |                      |                      |                      |                      |                      |                      |                      |                      |                      |
| 24 de febrero de 2013 | Leo Amaya y María Jesús Rodríguez | Bandera de Perú      | Mi tierra, mi hogar             | 3,8                  |                      |                      |                      |                      |                      |                      |                      |                      |                      |                      |
| 25 de febrero de 2013 | María Juana                       | Bandera de Bolivia   | Rompe monteras                  | 5,5                  |                      |                      |                      |                      |                      |                      |                      |                      |                      |                      |
| 25 de febrero de 2013 | Érica Germaná                     | Bandera de Argentina | Patria del viento               | 5,3                  |                      |                      |                      |                      |                      |                      |                      |                      |                      |                      |
| 25 de febrero de 2013 | Ángela Bendeck                    | Bandera de Honduras  | Mi felicidad                    | 3,8                  |                      |                      |                      |                      |                      |                      |                      |                      |                      |                      |
| --------------------- | --------------------------------- | -------------------- | ------------------------------- | -------------------- | -------------------- | -------------------- | -------------------- | -------------------- | -------------------- | -------------------- | -------------------- | -------------------- | -------------------- | -------------------- |

#### Segunda ronda
| Canciones y puntajes  | Canciones y puntajes              | Canciones y puntajes | Canciones y puntajes            | Canciones y puntajes | Canciones y puntajes | Canciones y puntajes | Canciones y puntajes | Canciones y puntajes | Canciones y puntajes | Canciones y puntajes | Canciones y puntajes | Canciones y puntajes | Canciones y puntajes | Canciones y puntajes |
| Fecha                 | Participante                      | País                 | Canción Interpretada            | Promedio             |                      |                      |                      |                      |                      |                      |                      |                      |                      |                      |
| 26 de febrero de 2013 | Paula Herrera                     | Bandera de Chile     | Con el zapatito, con el zapatón | 6,6                  |                      |                      |                      |                      |                      |                      |                      |                      |                      |                      |
| 26 de febrero de 2013 | Herencia de Timbiquí              | Bandera de Colombia  | Amanecé                         | 6,6                  |                      |                      |                      |                      |                      |                      |                      |                      |                      |                      |
| 26 de febrero de 2013 | Leo Amaya y María Jesús Rodríguez | Bandera de Perú      | Mi tierra, mi hogar             | 4,7                  |                      |                      |                      |                      |                      |                      |                      |                      |                      |                      |
| 27 de febrero de 2013 | María Juana                       | Bandera de Bolivia   | Rompe monteras                  | 5,5                  |                      |                      |                      |                      |                      |                      |                      |                      |                      |                      |
| 27 de febrero de 2013 | Érica Germaná                     | Bandera de Argentina | Patria del viento               | 6,0                  |                      |                      |                      |                      |                      |                      |                      |                      |                      |                      |
| 27 de febrero de 2013 | Ángela Bendeck                    | Bandera de Honduras  | Mi felicidad                    | 4,1                  |                      |                      |                      |                      |                      |                      |                      |                      |                      |                      |
| --------------------- | --------------------------------- | -------------------- | ------------------------------- | -------------------- | -------------------- | -------------------- | -------------------- | -------------------- | -------------------- | -------------------- | -------------------- | -------------------- | -------------------- | -------------------- |

### Competencia internacional
Tiene como objetivo principal el desarrollo y estímulo de la música popular de género internacional en Chile y el mundo. A su vez, busca ser una plataforma de exhibición y reconocimiento para  todo autor, compositor e intérprete emergente o conocido con un destacado trabajo en el ámbito musical. De esta forma, el Festival de Viña 2013 es un certamen que impulsa el desarrollo artístico cultural nacional e internacional y fomenta las relaciones artísticas entre países.

#### Participantes
Los participantes en la competencia internacional son los siguientes:
| País            | Título               | Intérprete         | Autor                             | Compositor                                                                            | Posición                    | promedio |
| --------------- | -------------------- | ------------------ | --------------------------------- | ------------------------------------------------------------------------------------- | --------------------------- | -------- |
| Islandia        | Because you can      | Hera Björk         | Hera Björk & Primoz Poglajen      | Hera Björk, Örlygur Smári, Jonas Gladnikoff, Christina Schilling, Camilla Gottschalck | 1.er lugar                  | 5,8      |
| Estados Unidos♦ | Keep the dream alive | Kelly King         | Kelly Levesque                    | Brian Becvar                                                                          | Finalista, Mejor intérprete | 5,8      |
| Panamá          | De ti y de ese abril | Marlys             | Jesús Adames                      | Jesús Adames                                                                          | Finalista                   | 5,4      |
| Chile           | Ven, ven, bésame     | Azzu               | Gustavo Pinochet y Anthony Albert | Gustavo Pinochet y Anthony Albert                                                     | No sigue                    | 3,5      |
| Italia          | L'uomo delle stelle  | Marcelo Marocchino | Marco Bucci                       | Alessandro Di Nunzio y Andrea Di Nunzio                                               | No sigue                    | 4,9      |
| Venezuela       | Ante el dolor        | Francisco León     | William Luque                     | Domingo Sánchez                                                                       | No sigue                    | 4,8      |

♦ En reemplazo de Jeffery Straker, de Canadá, con la canción Hypnotized.

#### Primera ronda
| Canciones y puntajes  | Canciones y puntajes | Canciones y puntajes      | Canciones y puntajes | Canciones y puntajes | Canciones y puntajes | Canciones y puntajes | Canciones y puntajes | Canciones y puntajes | Canciones y puntajes | Canciones y puntajes | Canciones y puntajes | Canciones y puntajes | Canciones y puntajes | Canciones y puntajes |
| Fecha                 | Participante         | País                      | Canción Interpretada | Promedio             |                      |                      |                      |                      |                      |                      |                      |                      |                      |                      |
| 24 de febrero de 2013 | Francisco León       | Bandera de Venezuela      | Ante el dolor        | 4,4                  |                      |                      |                      |                      |                      |                      |                      |                      |                      |                      |
| 24 de febrero de 2013 | Azzu                 | Bandera de Chile          | Ven, ven, bésame     | 3,5                  |                      |                      |                      |                      |                      |                      |                      |                      |                      |                      |
| 24 de febrero de 2013 | Kelly King           | Bandera de Estados Unidos | Keep the dream alive | 5,5                  |                      |                      |                      |                      |                      |                      |                      |                      |                      |                      |
| 25 de febrero de 2013 | Hera Björk           | Bandera de Islandia       | Because you can      | 5,5                  |                      |                      |                      |                      |                      |                      |                      |                      |                      |                      |
| 25 de febrero de 2013 | Marcello Marocchino  | Bandera de Italia         | L'uomo delle stelle  | 5,3                  |                      |                      |                      |                      |                      |                      |                      |                      |                      |                      |
| 25 de febrero de 2013 | Marlys Domínguez     | Bandera de Panamá         | De ti y de ese abril | 5,1                  |                      |                      |                      |                      |                      |                      |                      |                      |                      |                      |
| --------------------- | -------------------- | ------------------------- | -------------------- | -------------------- | -------------------- | -------------------- | -------------------- | -------------------- | -------------------- | -------------------- | -------------------- | -------------------- | -------------------- | -------------------- |

#### Segunda ronda
| Canciones y puntajes  | Canciones y puntajes | Canciones y puntajes      | Canciones y puntajes | Canciones y puntajes | Canciones y puntajes | Canciones y puntajes | Canciones y puntajes | Canciones y puntajes | Canciones y puntajes | Canciones y puntajes | Canciones y puntajes | Canciones y puntajes | Canciones y puntajes | Canciones y puntajes |
| Fecha                 | Participante         | País                      | Canción Interpretada | Promedio             |                      |                      |                      |                      |                      |                      |                      |                      |                      |                      |
| 26 de febrero de 2013 | Francisco León       | Bandera de Venezuela      | Ante el dolor        | 5,3                  |                      |                      |                      |                      |                      |                      |                      |                      |                      |                      |
| 26 de febrero de 2013 | Azzu                 | Bandera de Chile          | Ven, ven, bésame     | 3,5                  |                      |                      |                      |                      |                      |                      |                      |                      |                      |                      |
| 26 de febrero de 2013 | Kelly King           | Bandera de Estados Unidos | Keep the dream alive | 6,6                  |                      |                      |                      |                      |                      |                      |                      |                      |                      |                      |
| 27 de febrero de 2013 | Hera Björk           | Bandera de Islandia       | Because you can      | 6,6                  |                      |                      |                      |                      |                      |                      |                      |                      |                      |                      |
| 27 de febrero de 2013 | Marcello Marocchino  | Bandera de Italia         | L'uomo delle stelle  | 4,5                  |                      |                      |                      |                      |                      |                      |                      |                      |                      |                      |
| 27 de febrero de 2013 | Marlys Domínguez     | Bandera de Panamá         | De ti y de ese abril | 5,8                  |                      |                      |                      |                      |                      |                      |                      |                      |                      |                      |
| --------------------- | -------------------- | ------------------------- | -------------------- | -------------------- | -------------------- | -------------------- | -------------------- | -------------------- | -------------------- | -------------------- | -------------------- | -------------------- | -------------------- | -------------------- |

## Gala
La Gala del Festival de Viña del Mar da el puntapié inicial para inaugurar cada una de las ediciones, por esta desfilan los animadores del festival, así como  artistas, rostros de televisión, actores, periodistas, deportistas y modelos. En el desfile por la alfombra roja se enfrentaron a la Glam Cam (54 fotografías simultáneas), la cámara 360° y la mani cam. 
La Gala fue conducida por Carolina de Moras y Jordi Castell, con las entrevistas realizadas por Ignacio Gutiérrez.
Los encargados de cerrar la Gala fueron los animadores del Festival Eva Gómez y Rafael Araneda.

## Hechos memorables
- Fue la última presentación de la Sonora Tommy Rey en ese festival ya que el mismo vocalista fallecería en 2025.
- Fue la última vez que Eva Gómez animará el festival de ese año ya que la siguiente edición lo reemplazaría por Carolina de Moras hasta la LIX versión del festival.

## Índice de audiencia
| Noche                                    | Fecha                                    | Índice de audiencia                      | Posición Diaria |
| ---------------------------------------- | ---------------------------------------- | ---------------------------------------- | --------------- |
| Gala                                     | 22 de febrero de 2013                    | 33,6%                                    | #1              |
| 1°                                       | 24 de febrero de 2013                    | 28,9%                                    | #1              |
| 2°                                       | 25 de febrero de 2013                    | 31,8%                                    | #1              |
| 3°                                       | 26 de febrero de 2013                    | 25,8%                                    | #1              |
| 4°                                       | 27 de febrero de 2013                    | 31,0%                                    | #1              |
| 5°                                       | 28 de febrero de 2013                    | 26,2%                                    | #1              |
| 6°                                       | 1 de marzo de 2013                       | 26,5%                                    | #1              |
| Rating Promedio (sin considerar la Gala) | Rating Promedio (sin considerar la Gala) | Rating Promedio (sin considerar la Gala) | 28,3%           |

## Reyes del Festival

### Elección de laReina del Festival
| #             | País                                 | Candidata                                          | Ocupación          | Participa en              | Canal         | Resultados       |
| ------------- | ------------------------------------ | -------------------------------------------------- | ------------------ | ------------------------- | ------------- | ---------------- |
| 1°            | Bandera de Chile                     | Dominique Gallego                                  | Modelo y opinóloga | Alfombra Roja             | Canal 13      | 131 votos 43,09% |
| 2°            | Bandera de Chile                     | Antonella Ríos                                     | Actriz y animadora | Intrusos                  | la red        | 111 votos 36,51% |
| 3°            | Bandera de Chile · Bandera de Suecia | Stephanie Méndez                                   | Notera y panelista | Buenos días a todos       | TVN           | 40 votos 13,15%  |
| 4°            | Bandera de Argentina                 | Mariú Martínez Como "Angélica" de "Las Iluminadas" | Humorista          | Fiebre de Viña            | Chilevisión   | 7 votos 2,3%     |
| 5°            | Bandera de Chile                     | Azzu                                               | Cantante           | Competencia internacional | —             | 5 votos 1,64%    |
| Votos nulos   | Votos nulos                          | Votos nulos                                        | Votos nulos        | Votos nulos               | Votos nulos   | 10 votos 3,28%   |
| Votos Totales | Votos Totales                        | Votos Totales                                      | Votos Totales      | Votos Totales             | Votos Totales | 304 100%         |